# باول كارينغتون
باول كارينغتون (بالإنجليزية: Paul Carrington)‏ هو لاعب كرة قدم أمريكية أمريكي، ولد في 11 نوفمبر 1982 في سافانا في الولايات المتحدة.

## وصلات خارجية
- باول كارينغتون على موقع مرجع كرة القدم المحترفة.كوم (الإنجليزية)
- باول كارينغتون على موقع JustSportsStats.com (الإنجليزية)